# Мінерва Чепмен
Мінерва Жозефіна Чепман (англ. Minerva Josephine Chapman; 6 грудня 1858 — 14 червня 1947) — американська художниця. Майстриня портретної мініатюри, пейзажу та натюрморту.

## Життєпис
Мінерва Жозефіна Чепман народилася 6 грудня 1858 року в переписній місцевості Альтмар штату Нью-Йорк (раніше носило назву «Піщаний берег»).

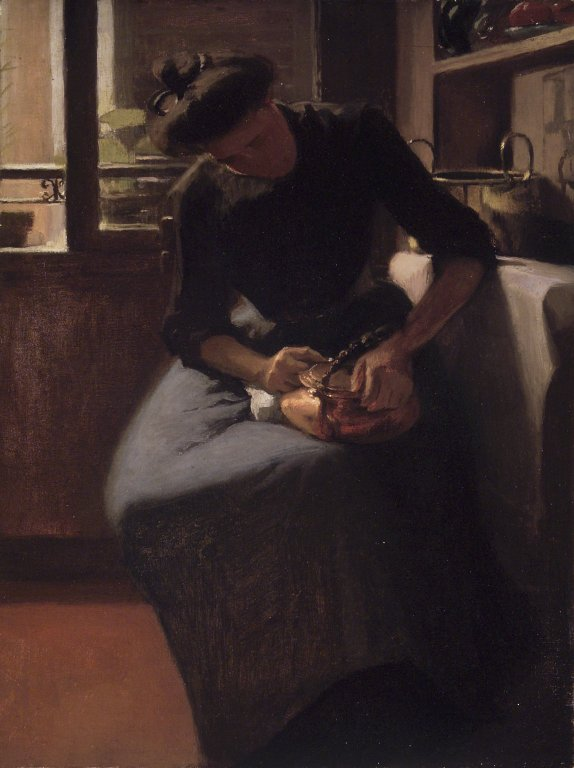
Мінерва Чепмен Жінка полірує чайник (1910—1914)

Її батьками були Жозефіна та Джеймс Чепмен. Мінерва виросла в Чикаго в Іллінойсі (США). У неї були брати Вілберт, Ірвінг, Джеймс та молодша сестра Бланш.
Незабаром після народження Мінерви сім'я переїхала до Чикаго, де її батько заснував Перший національний банк Чикаго.
Мінерва Чепмен навчалася в коледжі Маунт-Голіок у Південному Гедлі штату Массачусетс. Після закінчення 1875 року коледжу вивчала живопис у Чиказькому інституті мистецтв, а ще через рік поїхала до Європи. Там вона навчалася в Мюнхені, Римі, Лондоні і, нарешті, у Парижі в Академії Жуліана.
В 1906 році художниця була обрана членом французького Національного товариства образотворчих мистецтв (Société nationale des beaux-arts).
Протягом більшої частини свого життя жила в Парижі з поїздками до Чикаго. Після першої світової війни знову жила в Парижі, доки не повернулася в 1925 році до Сполучених Штатів Америки за станом здоров'я.
Як художниця, Мінерва Чепмен спеціалізувалася на мініатюрному живописі. Малювала аквареллю натюрморти, пейзажі, портрети та малюнки. На виставках у США та Європі Чепмен здобувала безліч нагород та медалей. Її картини виставлялися в Художньому інституті Чикаго, Нью-Йоркському товаристві американських художників, Американському товаристві художників мініатюристів, Товаристві американських художників. У Лондоні виставлялася в Королівській академії мистецтв, у Міжнародному художньому союзі, в Американському жіночому клубі та Американському клубі студентів мистецтв.
У 1925 році переїхала до міста Пало-Альто, штат Каліфорнія і продовжувала малювати до 1932 року, коли через поганий зір залишила живопис. Чепмен померла 14 червня 1947 року у Пало-Альто на 90-му році життя.

## Спадщина
Ретроспектива робіт художниці була проведена в Wortsman Rowe Galleries з 18 січня по 16 лютого 1974 року та в 1986 році в художньому музеї її альма-матер, коледжу Маунт-Голіок.
Тридцять із 181 мініатюри, створених Мінервою Чепмен, були виставлені на виставці «Поза п'єдесталом: нові жінки в мистецтві Гомера, Чейза та Сарджента» Художнього музею Фріка у 2006 році. Згідно з концепцією революціонерки Олександри Коллонтай до цього списку «Нових жінок» увійшли видатні жінки, що проявили себе після громадянської війни в США. У 2007 році її роботи були частиною пересувної виставки робіт учнів Вільяма-Адольфа Бугро, зокрема Роберта Генрі, Сесілії Бо, Анни Елізабет Клумпке, Інгера Ірвінга Кауса та Елізабет Джейн Гарднер.
Твори художниці зберігаються у колекції Смітсонівського музею американського мистецтва, коледжу Холіок, у Національному музеї жіночого мистецтва у Вашингтоні, округ Колумбія, у Музеї в Люксембурзькому саду (Париж) та у приватних колекціях.

## Галерея

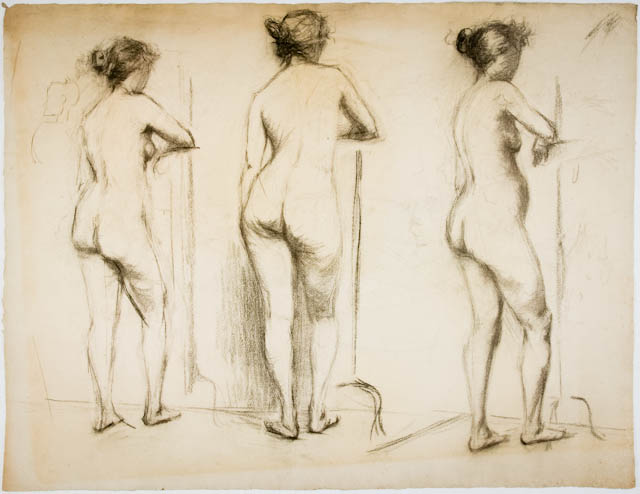
Мінерва Чепмен. Оголені
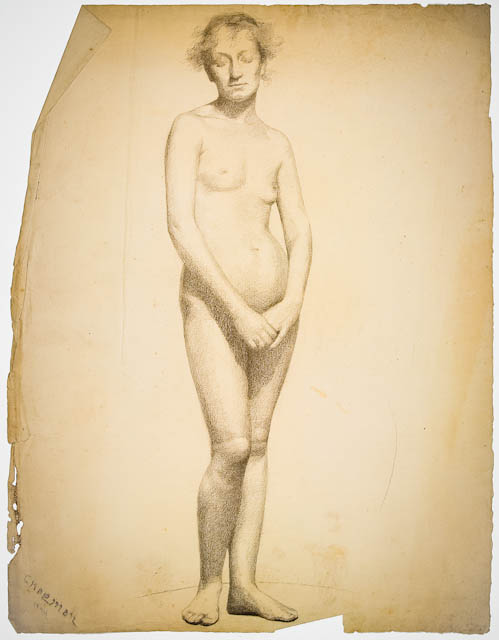
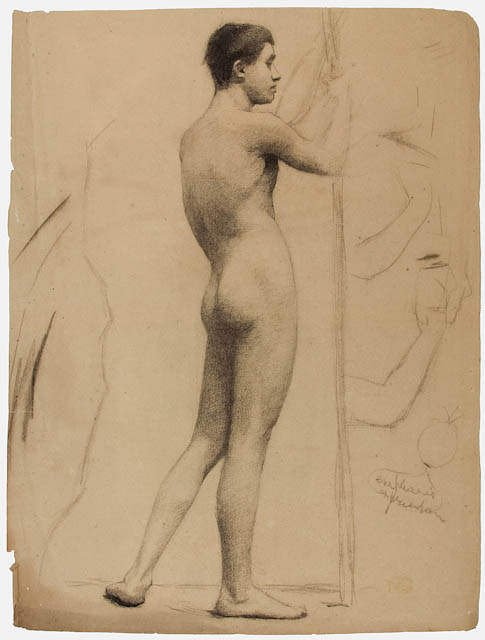
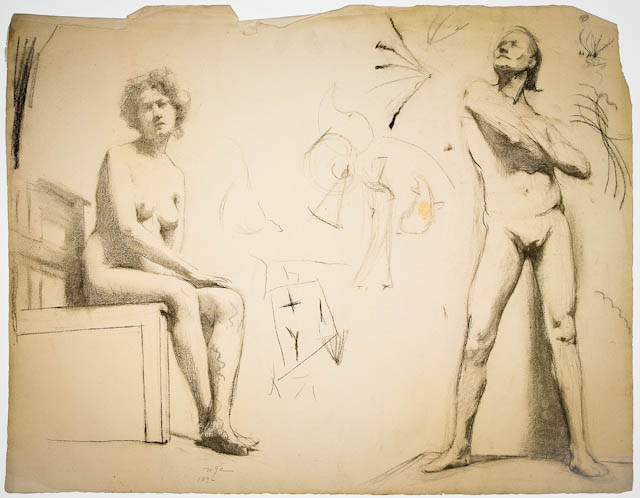
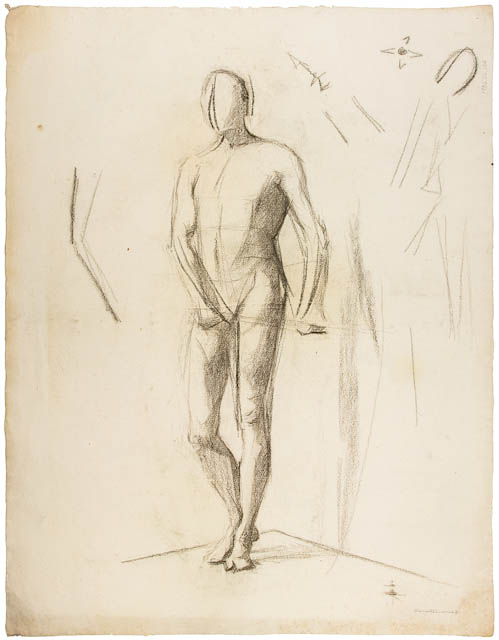